# Graciosa (île)
Pour les articles homonymes, voir Graciosa.
Graciosa (en portugais : Ilha da Graciosa) est une île qui fait partie de l'archipel des Açores situé dans l’océan Atlantique.

## Géographie

### Localisation
L'île est la plus petite et la plus septentrionale du groupe central des Açores. Elle est située dans l'océan Atlantique Nord, en Macronésie. De Lisbonne, la capitale du Portugal, elle est distante d'environ 1 400 kilomètres. Des deux îles les plus proches, elle est distante de 37 kilomètres et de 57 kilomètres, respectivement pour les îles de São Jorge et de Terceira.
Située dans l'axe de Terceira s'étirant entre Graciosa et les îlots Formigas, l'île se situe sur un rift en expansion oblique à ouverture ultra lente qui explique l'instabilité sismique et volcanique de l'archipel.

### Description
C'est une petite île de 8 kilomètres de longueur sur 4 kilomètres de largeur et d'une superficie de 60,7 km2. Son point culminant se situe à 402 mètres d'altitude.
Elle abrite une formation volcanique rare : la Furna do Enxofre (pt) (« Caverne de soufre »), une grotte volcanique dans la caldeira.
La côte nord est composée de plates-formes basaltiques, nommées complexe de Vitória tandis que les falaises de la caldeira plongeant directement dans l'océan sont une composition de dépôts ponceux et de coulées de lave,.
L'île est ce qu'on appelle un stratovolcan à caldeira ; ils sont très nombreux aux Açores.

### Transports
Graciosa possède un aérodrome (code AITA : GRW).

## Histoire
Graciosa a été découverte après Terceira.
L'île a été déclarée en tant que réserve de biosphère par l'Unesco depuis 2007.

## Population et société

### Démographie

#### Contexte
L'archipel est composée de neuf îles habitées très inégalement. Au début du XXIe siècle, cette population s'élève à 240 000 habitants mais cette population ne représenterait que les trois quarts de la population avant les années 1960. En effet, l'archipel perd un quart de sa population entre ces années et les années 1990, les açoriens quittant les îles vers le continent américain.

#### Chiffres
En 2001, la population était de 78 hab/km².

## Économie
Comme pour l'île de Corvo, Graciosa est petite, escarpée et isolée des autres îles. Ayant un sol fertile, les habitants se sont mis à l'agriculture mais sans pour autant créer de grands bénéfices. Économiquement, l'île dépend des autres îles du groupe oriental.
En 1873, Fouqué notera la présence de l'unique industrie de l'île, une fabrication de brique en argile rouge provenant de scories volcaniques présentent sur l'île.

## Faune et flore

### Faune
On trouve sur l'île un lézard endémique de Madère qui a été introduit aux Açores, le lucertus Dugesii.